# فيلي فاغنر
فيلي فاغنر (بالألمانية: Willi Wagner)‏ (5 أغسطس 1951 في ألمانيا - ) هو لاعب كرة قدم ألماني في مركز الدفاع، شارك في الألعاب الأولمبية الصيفية 1972 والألعاب الأولمبية الصيفية 1968. ولعب مع دارمشتات 98.

## وصلات خارجية
- فيلي فاغنر على موقع قاعدة بيانات كرة القدم.إي يو (الإنجليزية)
- فيلي فاغنر على موقع بيانات كرة القدم. دي إي (الألمانية)